# Michel Campy
Michel Campy, né le 25 décembre 1940 à Lavigny (Jura), est un scientifique en Science de la nature, enseignant-chercheur géologue français, professeur émérite en géologie de l'Université de Bourgogne de Dijon, chercheur du « Centre des Sciences de la Terre », membre de l'équipe CNRS « Biogéosciences » de Dijon, président du Conseil scientifique régional du patrimoine naturel de 2005 à 2012, conférencier vulgarisateur en géologie et rédacteur d'ouvrages scientifiques… 

## Biographie
Fils de viticulteurs de Lavigny dans le vignoble du Jura, Michel Campy commence sa carrière comme instituteur à Faverges puis à Villette-lès-Arbois avant de poursuivre un cursus universitaire jusqu'à l'agrégation de sciences naturelles et au doctorat ès Sciences Naturelles à l'Université de Franche-Comté de Besançon.

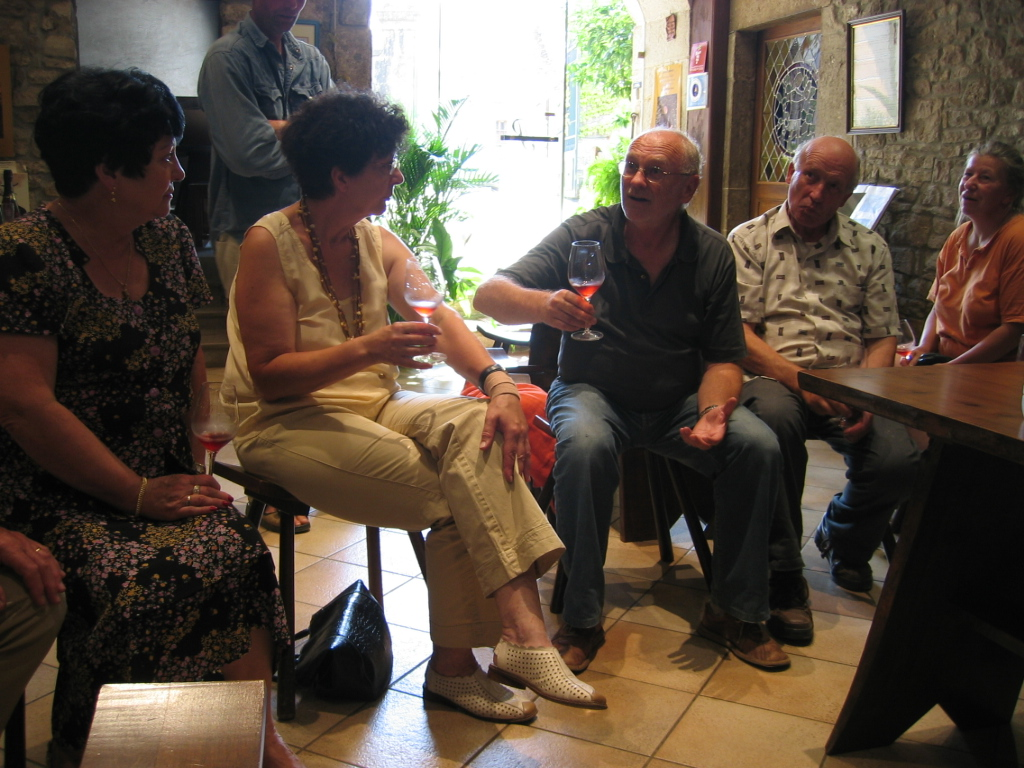
Membre de l'Association des œnophiles et dégustateurs du Jura, spécialiste de la géologie du vignoble du Jura.
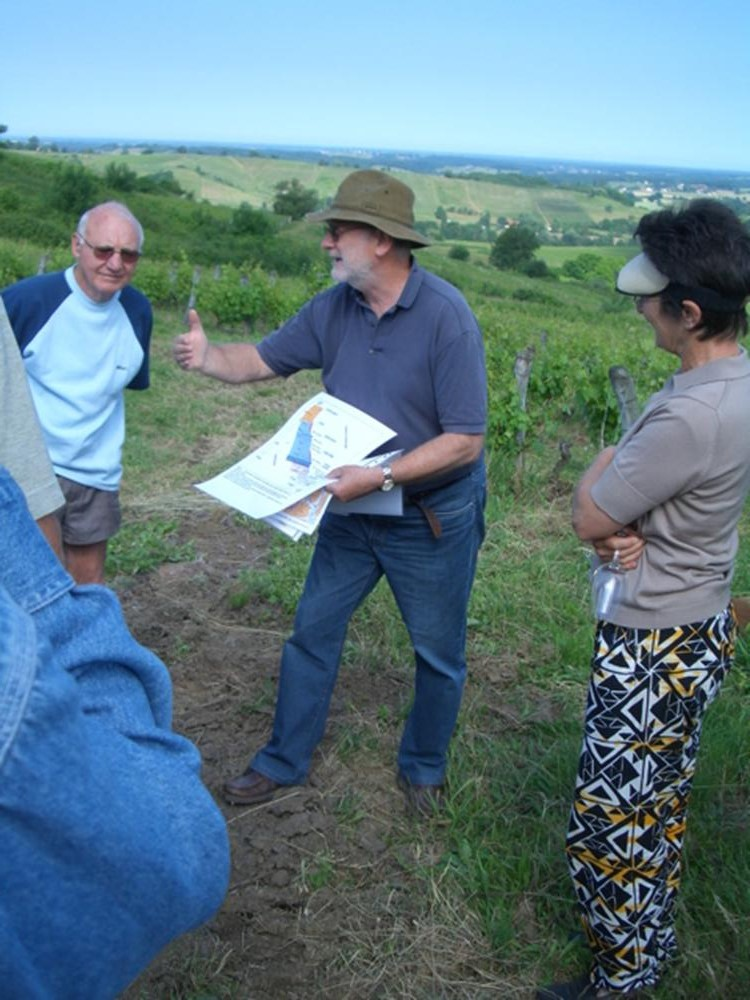
Avec le viticulteur Pierre Overnoy dans le vignoble du Jura.
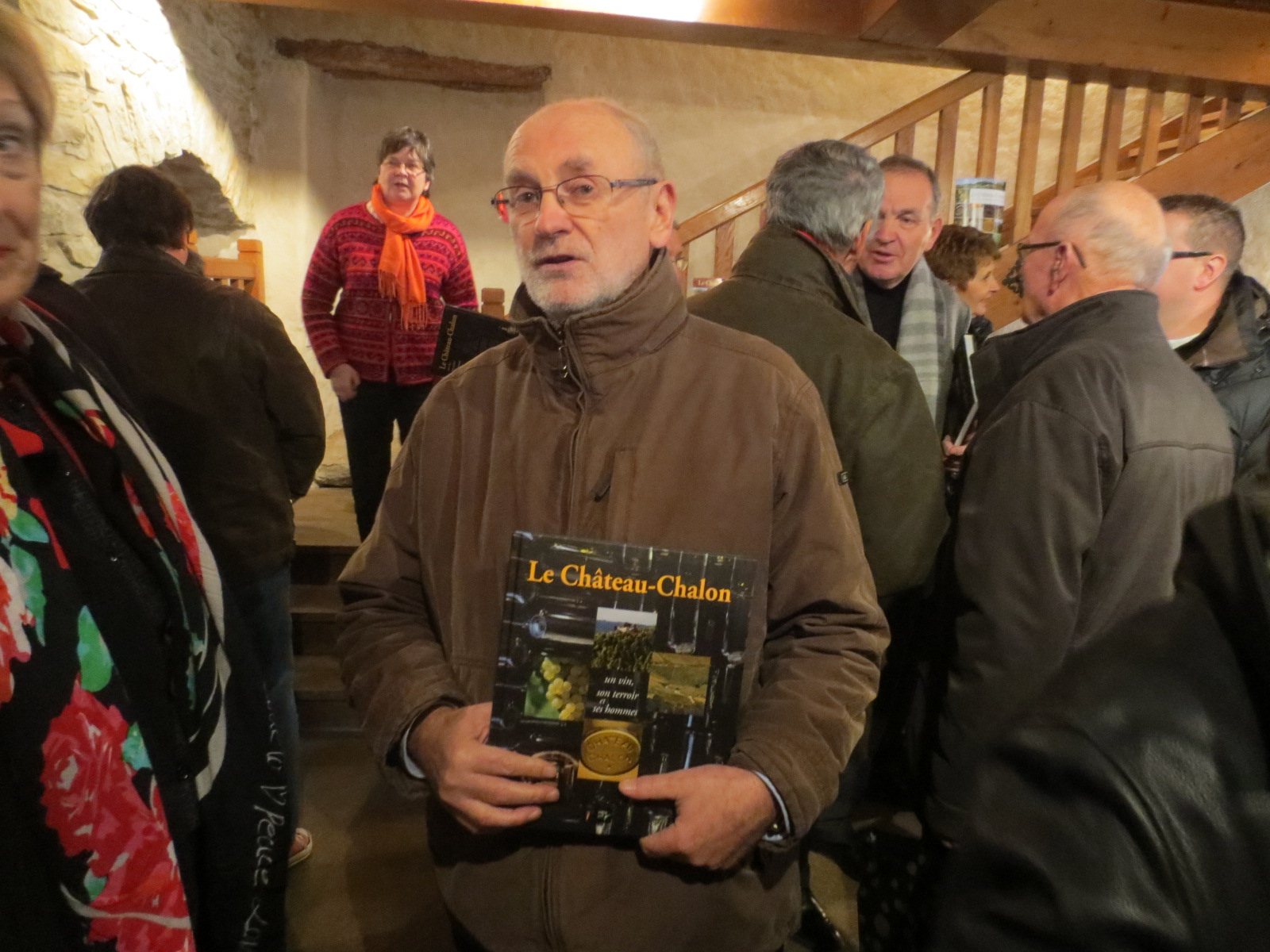
En 2013 à Château-Chalon avec son ouvrage sur le Château-chalon (AOC).

Michel Campy est ancien enseignant-chercheur de l'Université de Franche-Comté de 1972 à 1986, puis de l’Université de Bourgogne de 1986 à 2001, ancien directeur du Service Régional des Antiquités Préhistoriques de Franche-Comté de 1982 à 1986, spécialiste entre autres de la géologie du massif du Jura et du vignoble du Jura… 
Il a publié une centaine de notes scientifiques sur des recherches géologiques réalisées en France (Jura, Bourgogne, Alpes) et en Afrique (Maroc, Centrafrique), a été directeur d’une quinzaine de thèses d’Université, et a participé à des missions scientifiques et à des colloques dans de nombreux pays du monde. Il a rédigé des ouvrages scientifiques avec entre autres :
- Jean Chaline, paléontologue de l'Université de Bourgogne, directeur de recherche du CNRS…
- Vincent Bichet (un de ses anciens élèves, actuel maître de conférences de l’Université de Franche-Comté à Besançon, dont il a été directeur de thèse).
- Jean-Jacques Macaire, enseignant-chercheur de l'Université de Tours…
- Cécile Grosbois, maître de conférences de l'Université de Tours…
- Roger Gibey, maître de conférences de l'université de Franche-Comté…

En 2011, Michel Campy, spécialiste du vignoble du Jura, coédite La Parole de Pierre, entretiens avec Pierre Overnoy, important ouvrage de viticulture et d'œnologie sur le viticulteur Pierre Overnoy, référence nationale et pionnier historique dans le domaine de l'élaboration de « vin naturel » en France.

### Grand public
- Montagnes du Jura, géologie et paysages, préface de Jean Dercourt (secrétaire perpétuel de l’Académie des sciences), par Michel Campy, Vincent Bichet, Neo Éditions, 2008.
- La vallée de l'Ourika (Haut Atlas de Marrakech, Maroc), géologie, roches et paysages. Michel Campy, photos de M. Chapuis, 2010.
- La Parole de Pierre, entretiens avec Pierre Overnoy, par Michel Campy, Roger Gibey, Bernard Amiens, Michel Converset et Emmanuel Houillon - Éditions Mêta-Jura  (ISBN 978-2-9535125-2-6) [présentation en ligne, 2011.
- Le Château-chalon, un vin, son terroir et ses hommes, avec 39 autres auteurs dont Jean-Berthet-Bondet, Marie-Jeanne Roulière-Lambert, Claudine Charpentier, Michel Vernus, JM Boursiquot, Olivier Berthaud, Patrick Etiévant ..., 2013.
- Terroirs viticoles du Jura, géologie et paysages, Éditions Mêta-Jura  (ISBN 978-2-9535125-9-5), 2018.

### Universitaire
- 2003 : Géologie de la surface, érosion, transfert et stockage dans les environnements continentaux, 2e éditions, licence 3e année, master, CAPES, agrégation, par Michel Campy, Jean-Jacques Macaire, Cécile Grosbois - Éditions Dunod  (ISBN 2-10-005992-0) [présentation en ligne, (corrigé et réédité en 2013) [présentation en ligne.